# Ourém, Pará
Ourém là một đô thị thuộc bang Pará, Brasil. Đô thị này có diện tích 562,133 km², dân số năm 2007 là 15172 người, mật độ 26,99 người/km².